# Gauliga Westfalen 1944/45
De Gauliga Westfalen 1944/45 was het twaalfde en laatste voetbalkampioenschap van de Gauliga Westfalen. De competitie werd vroegtijdig afgebroken door het naderende einde van de Tweede Wereldoorlog.

## Resultaten

### Groep 1
| Plaats | Club                            | Wed. | W | G | V | Saldo | Ptn. |
| ------ | ------------------------------- | ---- | - | - | - | ----- | ---- |
| 1.     | SC Westfalia 04 Herne           | 3    | 2 | 1 | 0 | 13:60 | 5:1  |
| 2.     | FC Schalke 04                   | 2    | 2 | 0 | 0 | 28:10 | 4:0  |
| 3.     | SG 09/30 Wattenscheid           | 2    | 1 | 1 | 0 | 07:40 | 3:1  |
| 4.     | KSG Preußen/VfL Bochum          | 2    | 1 | 0 | 1 | 07:40 | 2:2  |
| 5.     | SpVgg Erkenschwick              | 1    | 0 | 0 | 1 | 00:12 | 0:2  |
| 6.     | SV Alemannia 1911 Gelsenkirchen | 1    | 0 | 0 | 1 | 01:30 | 0:2  |
| 7.     | SC Hassel                       | 3    | 0 | 0 | 3 | 03:29 | 0:6  |

### Groep 2
| Plaats | Club                    | Wed. | W | G | V | Saldo | Ptn. |
| ------ | ----------------------- | ---- | - | - | - | ----- | ---- |
| 1.     | BV Borussia 09 Dortmund | 2    | 2 | 0 | 0 | 7:1   | 4:0  |
| 2.     | VfB Alemannia Dortmund  | 2    | 1 | 0 | 1 | 4:3   | 2:2  |
| 3.     | VfL Altenbögge          | 2    | 1 | 0 | 1 | 1:3   | 2:2  |
| 4.     | BV Bövinghausen 04      | 0    | 0 | 0 | 0 | 0:0   | 0:0  |
| 5.     | KSG Ahlen               | 1    | 0 | 0 | 1 | 0:1   | 0:2  |
| 6.     | SpVgg Röhlinghausen     | 1    | 0 | 0 | 1 | 0:4   | 0:2  |

### Groep 3
| Plaats | Club                      | Wed. | W | G | V | Saldo | Ptn. |
| ------ | ------------------------- | ---- | - | - | - | ----- | ---- |
| 1.     | Spfr. Rot-Weiß Paderborn  | 2    | 2 | 0 | 0 | 8:0   | 4:0  |
| 2.     | KSG VfBArminia Bielefeld  | 1    | 0 | 1 | 0 | 2:2   | 1:1  |
| 3.     | SpVgg Union 08 Herford    | 1    | 0 | 1 | 0 | 2:2   | 1:1  |
| 4.     | Militär SV Lemgo          | 0    | 0 | 0 | 0 | 0:0   | 0:0  |
| 5.     | SpV Teutonia 08 Lippstadt | 0    | 0 | 0 | 0 | 0:0   | 0:0  |
| 6.     | Wehrmacht SG Minden       | 0    | 0 | 0 | 0 | 0:0   | 0:0  |
| 7.     | SV 07 Neuhaus             | 1    | 0 | 0 | 1 | 0:5   | 0:2  |